# Zernez
Zernez är en ort och kommun  i regionen Engiadina Bassa/Val Müstair i den schweiziska kantonen Graubünden. Den omfattar översta delen av dalen Engiadina Bassa och fick sin nuvarande omfattning år 2015 då de mindre grannkommunerna Lavin och Susch införlivades.  Kommunen har 1 579 invånare (2023).